# Jay Brannan
Jay Brannan (29 de março de 1982) é um cantor e ator norte-americano.

## Vida pessoal e carreira
Jay Brannan nasceu em Houston, Texas. Ele estudou atuação no College Conservatory of Music e na University of Cincinnati por dois semestres.  Mudou-se para California, primeiro para Palm Springs e depois para Los Angeles. Jay reside agora em New York, onde vive há cinco anos.

## Carreira musical
Brannan começou sua carreira gravando suas músicas em seu apartamento e depois postando-as no Youtube e em seu website oficial.  Em Março de 2007, Brannan colocou suas músicas a venda no Myspace.  Seguido de seu primeiro EP "Unmastered" e seu primeiro álbum Goddamned, produzido por Will Golden, lançado no iTunes em 1 de Julho, 2008.  O CD, saiu á venda pela sua gravadora, Great Depression Records, em 15 de Julho. e alcançou o posto de número 1 no iTunes Folk Chart.
Brannan fez uma turnê internacional, na Irlanda e Reino Unido, em Agosto e Setembro de 2008.
Brannan seu single "The Freshman" começou a ser vendido no iTunes em 16 de Junho de 2009.

## Discografia
- Unmastered (2007)
- Goddamned (2008)
- In Living Cover (2009)

## Filmografia
- Shortbus (2006)
- Holding Trevor (2007)